# 레인메이커 (1956년 영화)
레인메이커(The Rainmaker)는 미국에서 제작된 조셉 안소니 감독의 1956년 영화이다. 버트 랭카스터 등이 주연으로 출연하였고 폴 나단 등이 제작에 참여하였다.

## 출연

### 주연
- 버트 랭카스터
- 캐서린 헵번

### 조연
- 웬델 코리
- 로이드 브리지스
- 얼 홀리먼
- 캐머런 프루드홈
- 월리스 포드

## 제작진
- 원작자: N. 리차드 내쉬
- 미술: 헐 페레이라
- 미술: 월터 H. 타일러
- 의상: 에디스 헤드